# Zmarli w październiku 2019

## Październik 2019
- 31 października
  - Ann Crumb – amerykańska aktorka[1]
  - Noble Frankland – brytyjski historyk, dyrektor Imperial War Museum[2]
  - Tom MacIntyre(inne języki) – irlandzki pisarz i poeta[3]
  - Roger Morin – amerykański duchowny katolicki, biskup[4]
  - Joannis Spanos – grecki kompozytor[5]
  - Andrzej Szymacha – polski fizyk, prof. dr hab.[6]
- 30 października
  - Russell Brookes – brytyjski kierowca rajdowy[7]
  - Poon Ching-chiu – chiński snookerzysta z Hongkongu[8]
  - Ron Fairly – amerykański baseballista[9]
  - William J. Hughes – amerykański polityk[10]
  - Tadeusz Jeske – polski geotechnik, wykładowca akademicki, autor publikacji naukowych[11][12]
  - Jerzy Marian Skrabek – polski działacz konspiracji w czasie II wojny światowej, kawaler orderów[13]
  - Bernard Slade – kanadyjski dramaturg i scenarzysta[14]
- 29 października
  - Gerald Baliles – amerykański polityk[15]
  - Georgi Bojew – macedoński lekarz i polityk, minister sportu[16]
  - Cong Weixi(inne języki) – chiński pisarz[17]
  - Mihai Constantinescu – rumuński piosenkarz[18]
  - Richard Lennon – amerykański duchowny katolicki, biskup[19]
  - Josif Szamli – bułgarski aktor[20]
  - John Witherspoon – amerykański aktor[21]
  - Władimir Zotkin – rosyjski kompozytor, muzykolog, pedagog[22][23]
- 28 października
  - Annick Alane – francuska aktorka[24]
  - Al Bianchi – amerykański koszykarz, trener[25]
  - Jean-Gabriel Diarra – malijski duchowny rzymskokatolicki, biskup[26]
  - Jana Drbohlavová – czeska aktorka[27]
  - Kay Hagan – amerykańska polityk[28]
  - Zoltán Jeney – węgierski kompozytor[29][30]
  - Wojciech Romański – polski dziennikarz prasowy[31]
- 27 października
  - Abu Bakr al-Baghdadi – iracki terrorysta, przywódca Państwa Islamskiego[32]
  - Abu al-Hasan al-Muhadżir – islamski terrorysta, rzecznik prasowy tzw. Państwa Islamskiego[33]
  - Shpresa Bërdëllima – albańska aktorka[34]
  - Władimir Bukowski – rosyjski pisarz, obrońca praw człowieka[35]
  - John Conyers – amerykański polityk[36]
  - Johanna Lindsey(inne języki) – amerykańska pisarka[37]
  - Eugenio Melandri – włoski polityk i działacz pacyfistyczny, duchowny rzymskokatolicki[38]
  - Ivan Milat – australijski seryjny morderca[39]
  - Anne Phelan – australijska aktorka i działaczka społeczna[40]
  - Natalja Pugaczowa – udmurcka wokalistka, członkini zespołu Buranowskije Babuszki[41]
  - Vera Michelin Salomon – włoska działaczka ruchu oporu w czasie II wojny światowej oraz powojenna działaczka kombatancka[42]
  - Xi Enting – chiński tenisista stołowy[43]
- 26 października
  - Paul Barrere – amerykański muzyk, gitarzysta zespołu Little Feat[44]
  - Enriqueta Basilio – meksykańska sprinterka, uczestniczka Igrzysk Olimpijskich (1968)[45][46][47]
  - Robert Evans – amerykański producent filmowy[48]
  - Ante Matošić – chorwacki waterpolista, wicemistrz Europy (1962)[49]
  - Pascale Roberts – francuska aktorka[50]
  - Józef Stasiński – polski artysta plastyk specjalizujący się w medalierstwie[51][52]
  - Witalij Żiłkin – rosyjski piłkarz i trener[53]
- 25 października
  - Renzo Burini – włoski piłkarz[54]
  - Vera Friedländer(inne języki) – niemiecka pisarka[55]
  - Andile Gumbi – południowoafrykański aktor[56]
  - Jerzy Janeczko – polski epidemiolog, prof. dr hab. med.[57]
  - Dilip Parikh – indyjski polityk[58]
  - Florian Pełka – polski jezuita, rekolekcjonalista, Honorowy Obywatel Miasta Uniejowa[59]
  - Jerzy Riegel – artysta fotografik, izohelista[60]
  - Humayun Kabir Sadhu – bengalski aktor i producent filmowy[61]
  - Mario Sabino – brazylijski judoka[62]
  - Chou Wen-chung – amerykański kompozytor pochodzenia chińskiego[63]
- 24 października
  - Władysław Adamczyk – polski polityk i rolnik, poseł na Sejm III kadencji (1961–1965)[64]
  - Eugeniusz Burzych – polski zapaśnik[65]
  - Boris Czernokulski – ukraiński i radziecki aktor[66]
  - Jan Doroszewski – polski lekarz i biofizyk, nauczyciel akademicki, profesor nauk medycznych[67]
  - Walter Franco – brazylijski piosenkarz i kompozytor[68]
  - Ray Jenkins – amerykański dziennikarz, laureat Nagrody Pulitzera[69]
  - Karel Malich – czeski malarz[70]
  - Robert Paragot – francuski alpinista[71]
  - Patricia de Souza(inne języki) – peruwiańska pisarka[72]
  - Kaoru Yachigusa – japońska aktorka[73]
- 23 października
  - Roberta Fiorentini – włoska aktorka[74]
  - Duncan Forbes – szkocki piłkarz[75]
  - Demetrio Jiménez Sánchez-Mariscal – hiszpański duchowny katolicki, biskup[76]
  - Brian Noble – brytyjski duchowny katolicki, biskup[77]
  - Bernie Parrish – amerykański futbolista[78]
  - Jan Szumiec – polski ichtiolog, specjalista żywienia ryb, dr hab.[79]
  - Hans Zender – niemiecki dyrygent i kompozytor[80]
  - Alfred Znamierowski – polski dziennikarz, heraldyk, weksylolog[81]
- 22 października
  - Til Gardeniers-Berendsen – holenderska polityk, minister zdrowia (1981–1982)[82]
  - Gustav Gerneth – niemiecki mechanik i superstulatek, od 19 stycznia 2019 do śmierci najstarszy mężczyzna na świecie[83]
  - Stefan Jończyk – polski eseista, krytyk literacki i dziennikarz[84]
  - Maria Kutkowska-Matwiejczyk – polska działaczka harcerska[85][86]
  - Ole Henrik Laub – duński pisarz[87]
  - Raymond Leppard – brytyjski dyrygent, klawesynista[88]
  - Jacek Łuczak – polski lekarz, prezes Polskiego Towarzystwa Opieki Paliatywnej[89]
  - Dorylas Moreau – kanadyjski duchowny katolicki, biskup[90]
  - Sadako Ogata – japońska dyplomatka, Wysoki Komisarz Narodów Zjednoczonych do spraw Uchodźców (1991–2000)[91]
  - Rolando Panerai – włoski śpiewak operowy (baryton)[92][93]
  - Marieke Vervoort – belgijska multimedalistka paraolimpijska[94][95]
- 21 października
  - Gilberto Aceves – meksykański malarz i rzeźbiarz[96]
  - Jan Basta – polski historyk i ekonomista, dr hab. n. hum., dyrektor Archiwum Państwowego w Rzeszowie (1993–2019)[97]
  - Willie Brown – amerykański futbolista[98]
  - Waldemar Jan Dziak – polski politolog[99]
  - Josip Elic – amerykański aktor znany z roli Banciniego w Locie nad kukułczym gniazdem[100]
  - Jerry Fogel – amerykański aktor[101]
  - Tomasz Grzywacz – polski rugbysta[102]
  - Peter Hobbs – australijski muzyk thrashmetalowy[103]
  - Garry Koehler – australijski muzyk country[104]
  - Taras Kutowy – ukraiński polityk, minister polityki rolnej (2016–2018)[105]
  - Ingo Maurer – niemiecki projektant[106]
  - Aila Meriluoto – fińska poetka[107]
  - Andrzej Musialik – polski architekt[108]
  - Tadeusz Aleksander Mycek – polski architekt, dr inż., wykładowca akademicki, publicysta, uczestnik II wojny światowej[109]
  - Andrija Pivčević – chorwacki operator filmowy[110]
  - Roh Shin-yeong – południowokoreański polityk i dyplomata, minister spraw zagranicznych (1980–1982), premier kraju (1985–1987)[111]
  - Józef Słodczyk − polski kapelmistrz[112][113]
  - Camille Zaidan – libański duchowny maronicki, arcybiskup[114]
  - Mateusz Ziółkowski, ps. Zioło – polski raper i producent muzyczny[115]
- 20 października
  - Genrich Alibekian – ormiański malarz i rzeźbiarz[116]
  - Kenny Anderson – amerykański zapaśnik i trener[117]
  - Herbert Chappell – brytyjski dyrygent, kompozytor, reżyser telewizyjny[118][119]
  - Cirilo Cristóvão – timorski polityk, minister obrony (2015–2017)[120]
  - Andrzej Heidrich – polski grafik, ilustrator i projektant[121]
  - Gonzalo de Jesús Rivera Gómez – kolumbijski duchowny katolicki, biskup[122]
  - Tadeusz Mycek – polski architekt, rysownik, portrecista[123]
  - Aquilino Pimentel – filipiński polityk, przewodniczący Senatu (2000–2001)[124][125]
  - Zenowiusz Ponarski – polski historyk, sędzia i adwokat[126]
  - Zofia Raczyńska – polska dziennikarka, redaktorka prasy branżowej[127][128]
  - Nick Tosches(inne języki) – amerykański poeta i pisarz[129]
  - Alojzy Zielecki − polski historyk, wykładowca akademicki, dr hab.[130]
- 19 października
  - Vitillo Ábalos – argentyński muzyk[131]
  - Sławomir Jerzy Białostocki – polski tłumacz, publicysta i pracownik naukowy, dr inż.[132]
  - Wiesław Czapiewski – polski trener lekkoatletyczny[133]
  - Erhard Eppler – niemiecki polityk, minister d.s. współpracy ekonomicznej (1968–1974)[134]
  - Salvador Giner – kataloński socjolog[135]
  - Józef Kasperek – polski ekonomista i polityk, wicewojewoda opolski (1990–1997)[136]
  - Oleg Mađor – chorwacki dramaturg[137]
  - Deborah Orr – szkocka dziennikarka i pisarka[138][139]
  - Andrzej Leon Pawlak − polski genetyk, prof. dr hab. med.[140][141]
  - Marek Podkanowicz – polski muzyk, członek zespołu Jazz Band Ball Orchestra[142][143]
  - Lotte Tobisch – austriacka aktorka i pisarka[144]
  - Aleksandr Wołkow – rosyjski tenisista[145]
- 18 października
  - Ed Clark – amerykański artysta[146]
  - Horace Romano Harré – brytyjski psycholog, filozof[147]
  - Mark Hurd – amerykański przedsiębiorca, dyrektor generalny Hewlett-Packard i Oracle Corporation[148]
  - Aleksandyr Jankow – bułgarski prawnik i polityk, minister nauki i szkolnictwa wyższego (1989–1990)[149]
  - Rui Jordão – portugalski piłkarz[150]
  - Kalidas Karmakar – bangladeski artysta[151]
  - William Milliken – amerykański polityk[152]
  - Mirosław Słomczyński – polski dziennikarz[153]
  - Barbara Stępniewska-Janowska – polski specjalista w dziedzinie architektury, prof. dr hab. inż.[154][155]
  - Wiktor Szejmow – rosyjski szyfrant, współpracownik CIA[156][157]
- 17 października
  - Alicia Alonso – kubańska tancerka, choreograf i pedagog[158]
  - Sław Bakałow – bułgarski malarz, pisarz i reżyser[159]
  - Michael Bowen – brytyjski duchowny rzymskokatolicki, biskup[160]
  - Elijah Cummings – amerykański polityk[161]
  - Witold Kamiński – polski działacz emigracyjny, społeczny i polityczny zamieszkały w Niemczech, kawaler orderów[162][163]
  - Bill Macy – amerykański aktor[164]
  - Göran Malmqvist – szwedzki językoznawca, historyk literatury, sinolog, tłumacz[165]
  - Jean-Michel Martial – francuski aktor[166]
  - Łukasz A. Plesnar – polski filmoznawca i dziennikarz[167]
  - Robert Provine – amerykański psycholog[168]
  - Ray Santos – amerykański saksofonista latin-jazzowy[169]
  - Maurício Sherman – brazylijski aktor i reżyser[170]
- 16 października
  - John Clarke − amerykański aktor[171][172]
  - Patrick Day – amerykański bokser[173]
  - Ángel Pérez García – hiszpański piłkarz i trener[174]
  - Tadeusz Jabłoński – polski pisarz i dziennikarz[175][176]
  - Lázaro de Mello Brandão – brazylijski bankier[177]
  - Bernard Fisher – amerykański chirurg[178][179]
  - Gerhard Kurt Müller – niemiecki malarz i grafik[180]
  - Miço Papadhopulli – albański piłkarz i trener, działacz sportowy[181]
  - Piotr Roniewicz − polski geolog, prof. dr hab.[182][183][184]
  - Andriej Smirnow – rosyjski pływak, medalista olimpijski (1976)[185]
- 15 października
  - Franz Bertele – niemiecki dyplomata, ambasador Niemiec w Polsce[186]
  - Tamara Buciuceanu – rumuńska aktorka[187]
  - Cacho Castaña – argentyński aktor i piosenkarz[188]
  - Andrew Cowan – szkocki kierowca rajdowy, starszy dyrektor Mitsubishi Ralliart Europe[189]
  - Hossein Dehlavi – irański kompozytor[190]
  - Halina Ippohorska-Lenkiewicz – polska siatkarka i działaczka sportowa[191]
  - Krzysztof Kuźmiński − polski specjalista w zakresie automatyki i robotyki, prof. dr hab. inż.[192][193][194]
  - Dubravko Mataković – chorwacki kajakarz, olimpijczyk[195]
  - Jan Winczo – polski pilot, autor podręczników szkolenia lotniczego[196]
- 14 października
  - Patricio Bisso – argentyński aktor[197]
  - Harold Bloom – amerykański pisarz i krytyk literacki[198]
  - Bohdan Butenko – polski grafik, autor komiksów[199]
  - Walter Da Pozzo – włoski aktor[200]
  - Tadeusz Dyr – polski ekonomista[201]
  - Anke Fuchs – niemiecka polityk, wiceprzewodnicząca Bundestagu (1998–2002)[202]
  - Leyna Gabriele – amerykańska śpiewaczka operowa (sopran)[203]
  - Władimir Gonczarow – radziecki i rosyjski piłkarz[204]
  - Mirosław Kalinowski – polski koszykarz[205]
  - Mirosław Korbut – polski muzyk i nauczyciel, dyrektor Muzeum Wsi Lubelskiej w Lublinie (2013–2019)[206][207]
  - Andrzej Kwilecki – polski socjolog i szachista[208]
  - Sulli – południowokoreańska piosenkarka, aktorka[209][210]
  - Łucja Świechocka-Łysakowska − polska lekarka, reumatolog dziecięcy, dama orderów[211]
  - František Štamberský – słowacki hokeista[212]
  - Gunnar Torvund – norweski rzeźbiarz[213]
  - Patrick Ward – australijski aktor[214]
  - Włodzimierz Wiszniewski – polski aktor[215]
  - Ryszard Zaorski − polski aktor[216]
- 13 października
  - Emil Cimiotti – niemiecki rzeźbiarz[217]
  - Paco Fabrini – włoski aktor[218]
  - Manuel Frattini – włoski aktor, tancerz i choreograf[219]
  - Richard Huckle – brytyjski seryjny przestępca seksualny dokonujący przestępstw na osobach nieletnich[220][221]
  - Charles Jencks – amerykański architekt i historyk architektury[222][223]
  - Milheil Kobakhidze – gruziński reżyser i scenarzysta[224]
  - Sofia Kokosalaki – grecka projektantka mody[225]
  - Eugeniusz Kulik – polski piłkarz[226]
  - Józefa Kuźmiak – polski sybirak, działacz kombatancki, kawaler orderów[227][228][229]
  - Goran Marković – czarnogórski piłkarz[230]
  - Włodzimierz Mucha – polski architekt[231]
  - Andrzej Nehrebecki − polski ekspert w zakresie energetyki, dr inż., wykładowca akademicki, redaktor naczelny prasy specjalistycznej[232][233]
  - Kazimierz Pinkowski – polski świadek historii, uczestnik II wojny światowej, autor wspomnień[234][235]
  - Tomasz Skrzypek – polski kickboxer, wielokrotny medalista Mistrzostw Polski[236][237]
  - Christos Stilianas – grecki piosenkarz[238]
- 12 października
  - Hewrin Chalaf – kurdyjska polityk[239]
  - George Chamber – amerykański gitarzysta basowy, członek zespołu The Chambers Brothers[240]
  - Сarlo Croccolo – włoski aktor[241]
  - Sara Danius – szwedzka literaturoznawczyni, pisarka, krytyk literacki[242][243]
  - Nanni Galli – włoski kierowca wyścigowy[244]
  - Maria Luisa Garcia – hiszpańska kuchmistrzyni, autorka książek kucharskich[245]
  - Jerzy Karp – polski poeta[246][247]
  - Miłczo Lewiew – bułgarski pianista i kompozytor jazzowy[248]
  - Zdravko Maletić – serbski aktor[249]
  - Ding Shisun – chiński matematyk i działacz społeczny, rektor Uniwersytetu Pekińskiego[250]
  - Anna Staruch – polska nauczycielka i polityk, posłanka na Sejm PRL IX kadencji (1985–1989)[251]
  - Feliks Trusiewicz – polski świadek historii, pisarz, autor książek o Wołyniu[252][253]
  - Yoshihisa Yoshikawa – japoński strzelec sportowy, medalista olimpijski[254]
- 11 października
  - Robert Forster – amerykański aktor[255]
  - John Giorno(inne języki) – amerykański poeta i artysta performatywny[256]
  - Kadri Gopalnath – indyjski saksofonista altowy, wykonawca muzyki karnatackiej[257]
  - Łucjan Królikowski – polski franciszkanin konwentualny, kawaler orderów w tym Orderu Uśmiechu[258]
  - Aleksiej Leonow – rosyjski kosmonauta[259]
  - Andrzej Makowiecki – polski historyk literatury[260]
  - Nada Nigmatullina – rosyjska rzeźbiarka, pochodzenia tatarskiego[261]
  - Umtul Orozowa – kirgizka reżyserka, deputowana do Rady Najwyższej ZSRR[262]
  - Wiesław Pawlicki – polski lekarz, kawaler orderów[263]
  - Ettore Spaletti – włoski artysta[264]
  - Leokadia Styś – polska malarka[265]
  - Zdzisław Witwicki – polski ilustrator i malarz[266]
- 10 października
  - Ugo Colombo – włoski kolarz[267]
  - Aleksandar Đokić – serbski śpiewak operowy[268]
  - Leszek Izmaiłow – polski skrzypek i poeta[269]
  - Dominic Jala – indyjski duchowny katolicki, biskup[270]
  - Juliette Kaplan – brytyjska aktorka[271]
  - Thomas Lück – niemiecki aktor i piosenkarz[272]
  - Trinidad Morgades Besari – gwinejska pisarka[273]
  - Marie-José Nat – francuska aktorka[274]
  - Stefan Pastuszka – polski historyk, nauczyciel akademicki, polityk, senator RP[275]
  - Wojciech Poznaniak – polski psycholog, dr hab., rektor Państwowej Wyższej Szkoły Zawodowej w Koninie (2007–2011)[276][277]
  - Hartmut Thaßler – niemiecki kierowca wyścigowy[278]
- 9 października
  - Jan Bożydar Latkowski – polski otolaryngolog, prof. zw. dr hab.[279]
  - Thomas Flanagan – amerykański duchowny katolicki, biskup[280]
  - Jill Freedman − amerykańska fotografka[281][282]
  - Andrés Gimeno – hiszpański tenisista[283][284]
  - Manojlo Milovanović – serbski generał i polityk, minister obrony Republiki Serbskiej (1998–1999)[285]
  - Ion Moraru – mołdawski pisarz i działacz społeczny[286]
  - Waldemar Starosta – polski duchowny Kościoła Nowoapostolskiego, biskup (1989–2019)[287]
  - Konrad Straszewski – polski funkcjonariusz Służby Bezpieczeństwa PRL, podsekretarz stanu w MSW, generał dywizji MO[288]
  - Jolanta Strusińska-Żukowska – polska sędzia Sądu Najwyższego[289]
  - Jan Szyszko – polski leśnik, polityk i nauczyciel akademicki, trzykrotny minister środowiska (1997–1999, 2005–2007, 2015–2018)[290]
  - Jens Tiedtke – niemiecki piłkarz ręczny[291]
  - Aniela Wocławek – polska zawodniczka piłki ręcznej[292][293]
  - Louis-Christophe Zaleski-Zamenhof – polski inżynier-konstruktor, esperantysta[294]
- 8 października
  - Carlos Celdran – filipiński artysta i działacz społeczny[295]
  - Georges Chavanes – francuski polityk, minister stanu (1986-1988)[296]
  - Georgette Elgey – francuski dziennikarz i historyk[297]
  - Serafim Fernandes de Araújo – brazylijski duchowny katolicki, arcybiskup Belo Horizonte, kardynał[298]
  - Roland Janson – szwedzki aktor[299]
  - Sammy Taylor – amerykański baseballista[300]
  - Saadi Younis – iracki piłkarz, reprezentant kraju[301]
  - Talaat Zakaria – egipski aktor[302]
- 7 października
  - Stanisław Czarny – polski pilot wojskowy, dyrektor naczelny Przedsiębiorstwa Państwowe Porty Lotnicze[303]
  - Zygmunt Drużbicki – polski fotograf, działacz i sędzia jeździecki[304][305][306]
  - Aleksander Kochański – polski historyk[307][308]
  - Janusz Kondratiuk – polski reżyser i scenarzysta filmowy[309]
  - Jari Laukkanen – fiński biegacz narciarski[310]
  - Neale Lavis – australijski jeździec sportowy[311]
  - Jovan Ljuštanović – serbski pisarz i tłumacz[312]
  - Ryszard Rachwał – polski piłkarz[313]
  - Jan Polewczyński – polski nauczyciel, Honorowy Obywatel gminy Kcynia[314][315]
  - Ella Vogelaar – holenderska działaczka związkowa, polityk, minister ds. mieszkalnictwa, wspólnot i integracji (2007–2008)[316]
  - Henryk Walaszek – polski zawodnik i trener podnoszenia ciężarów[317]
- 6 października
  - Ginger Baker – brytyjski perkusista rockowy i jazzowy, członek zespołów Cream, Blind Faith, Ginger Baker’s Air Force[318]
  - Ciaran Carson – irlandzki poeta, tłumacz[319]
  - Vlasta Chramostová – czeska aktorka[320]
  - Larry Junstrom – amerykański basista, członek zespołów Lynyrd Skynyrd, 38 Special[321][322]
  - Martin Lauer – niemiecki lekkoatleta, płotkarz, sprinter, wieloboista[323]
  - Dawid Petel – izraelski polityk[324]
  - Rip Taylor – amerykański aktor, komik[325]
  - Dragan Vrankić – bośniacki polityk i ekonomista, minister finansów Bośni i Hercegowiny (2003–2006)[326]
- 5 października
  - Amalia Fuentes – filipińska aktorka[327]
  - Marcello Giordani – włoski śpiewak operowy (tenor)[328]
  - Józef Golla – polski zawodnik i trener piłkarski[329]
  - Władimir Kozłow – rosyjski szachista[330]
  - Jan Kulaszewicz – polski dyrygent, chórmistrz[331][332]
  - Blaine Lindgren – amerykański lekkoatleta, płotkarz[333]
  - John Mbiti – kenijski ksiądz anglikański, kanoni, filozof religijny i pisarz[334]
  - Francisco Oliva García – hiszpański polityk i prawnik, deputowany, poseł do Parlamentu Europejskiego II i III kadencji (1986–1990)[335]
  - Andrzej Sieroński – polski samorządowiec, Honorowym Obywatelem Miasta Ruda Śląska[336][337]
  - Philippe Vandevelde – belgijski rysownik, twórca komiksów[338]
- 4 października
  - Ed Ackerson – amerykański muzyk rockowy i producent muzyczny[339]
  - Josip Braonac – chorwacki aktor[340]
  - Diahann Carroll – amerykańska aktorka[341]
  - Marita Heinsch – niemiecka obywatelka, Honorowa Obywatelka Sopotu[342]
  - Aleksander Kabziński – polski specjalista eksploatacji odkrywkowej złóż niewęglowych, prezes Polskiego Związku Producentów Kruszyw, kawaler orderów[343][344]
  - Zygmunt Kwaśnica – polski gitarzysta, członek i lider zespołu Białe Kruki, który akompaniował między innymi Januszowi Gniatkowskiemu[345][346]
  - Tony Mabesa – filipiński aktor[347]
  - Stephen Moore – angielski aktor[348]
  - Adam Rąpalski – polski artysta plastyk, dyrektor Muzeum Armii Krajowej w Krakowie (2000–2013)[349]
  - James Schmerer – amerykański scenarzysta[350]
- 3 października
  - Márta Balogh – węgierska piłkarka ręczna, mistrzyni świata (1965)[351]
  - John Buchanan − kanadyjski polityk i prawnik, premier Nowej Szkocji (1978−1990)[352]
  - Modest Capell – hiszpański kolarz[353]
  - Diogo Freitas do Amaral – portugalski prawnik, wicepremier, minister, pełniący obowiązki premiera Portugalii (1980–1981)[354]
  - Philip Gips – amerykański grafik[355]
  - Antoni Janusz – polski biolog, antropolog[356]
  - Ludwik Kreja – polski chemik, dr hab.[357]
  - Piotr Libera – polski muzyk, dyrygent i śpiewak[358]
  - Stephen J. Lukasik – amerykański fizyk[359]
  - Teresa Maryańska – polski paleontolog, dr hab.[360][361]
  - Ignacio Noguer Carmona – hiszpański duchowny katolicki, biskup[362]
  - Roger Taillibert – francuski architekt[363]
- 2 października
  - Julie Gibson – amerykańska aktorka i piosenkarka[364]
  - Danuta Hibner – polska działaczka konspiracji w czasie II wojny światowej, dama Orderu Wojennego Virtuti Militari[365]
  - Tiny Hill – nowozelandzki rugbysta[366]
  - Gia Kanczeli – gruziński kompozytor[367][368]
  - Jafar Kashani – irański piłkarz, reprezentant kraju[369]
  - Johh J. Kirby Jr. – amerykański prawnik[370]
  - Roman Kruczkowski – polski aktor, reżyser, choreograf i poeta[371][372]
  - Barrie Masters – angielski wokalista punk-rockowy, członek zespołu Eddie and the Hot Rods[373]
  - Isaac Promise – nigeryjski piłkarz[374]
  - Hanno Selg – estoński pięcioboista nowoczesny[375]
  - Kim Shattuck – amerykańska wokalistka i gitarzystka rockowa, kompozytorka zespołów The Muffs, The Pandoras, Pixies, NOFX[376]
  - Milan Skokan – słowacki hokeista, trener hokejowy[377][378]
  - Morten Stützer – duński gitarzysta, członek zespołu Artillery[379]
  - Matthew Wong – kanadyjski artysta malarz[380]
- 1 października
  - Gjoni Athanas – albański śpiewak operowy[381]
  - Karel Gott – czeski piosenkarz[382]
  - Jerzy Kaliszan – polski językoznawca, prof. zw. dr hab.[383]
  - Tadeusz Koźluk – polski prawnik, nauczyciel akademicki, kandydat na prezydenta RP w 1995[384]
  - Miguel León-Portilla – meksykański historyk i antropolog[385]
  - Janusz Ławicki – polski piłkarz[386]
  - Fred Molyneux – angielski piłkarz[387]
  - Wolfgang Perner – austriacki biathlonista[388]
  - Eric Pleskow – austriacki producent filmowy[389]
  - Janina Romańska-Werner – polska pianistka, wykładowca akademicki, profesor Akademii Muzycznej w Krakowie[390]
  - Yolandita Ruiz – kubańska aktorka[391]
  - Stanisław Sławiński – polski specjalista w zakresie telekomunikacji, prof. zw. dr inż., żołnierz Narodowych Sił Zbrojnych[392][393]
  - Czesław Sobków – polski ekonomista, dr hab.[394][395]
  - Karol Tendera – polski świadek Zagłady, więzień KL Auschwitz-Birkenau[396]
  - Tarık Ünlüoğlu – turecki aktor[397]
  - Beverly Watkins – amerykańska gitarzystka i wokalistka bluesowa[398]

- data dzienna nieznana
  - Wayne Merry – amerykański wspinacz i ratownik[399][400]
  - Krystyna Nadratowska-Górska – polska projektantka tkaniny unikatowej i przemysłowej, wykładowczyni akademicka[401]
  - Halina Pawłowicz – polska aktorka[402][403]
  - Piotr Przyklenk – polski hokeista[404]
  - Wiesław Szkarłat – polski dokumentalista i reporter[405]
  - Iwona Wierzbicka-Damska – polska specjalistka nauk o kulturze fizycznej, dr hab.[406][407]